# Marie Alice d'Autriche-Teschen
Marie Alice d'Autriche-Teschen, née à Presbourg en Autriche-Hongrie — aujourd'hui Bratislava en Slovaquie — le 15 janvier 1893, et morte à Halbturn, Autriche, le 1er janvier 1962, est une archiduchesse d'Autriche, devenue par mariage, en 1920, baronne Waldbott von Bassenheim.

## Biographie

### Famille
Huitième fille et huitième des neuf enfants de l'archiduc Frédéric de Teschen (1856-1936) et de son épouse la princesse Isabelle de Croÿ (1856-1931), Marie Alice d'Autriche-Teschen naît à Bratislava, ou Preßburg en allemand le 15 janvier 1893,. Jusqu'en 1905, ses parents, qui eurent huit filles et un fils unique (Albert) vivaient principalement au  palais Grassalkovich à  Preßburg, passant la majeure partie de l'été dans l'un de leurs nombreux domaines.

### Mariage et descendance
Le 8 mai 1920, l'archiduchesse Marie Alice épouse à Lucerne Friedrich Heinrich baron Waldbott von Bassenheim (né à Tolcsva, Borsod-Abaúj-Zemplén, le 17 septembre 1889 et mort à Seefeld le 16 décembre 1959), docteur ès sciences politiques, chambellan impérial et royal, fils de Friedrich baron Waldbott von Bassenheim (1845-1923), et de Hedwig, baronne von Beust (1851-1921),.
Le couple devient parent de six enfants :
- Maria-Immaculata Waldbott von Bassenheim (née à Hármashutta le 27 juillet 1921 et morte à Dünzelbach, Moorenweis, le 7 septembre 2020), elle épouse en 1947 Hans Héribert comte zu Toerring-Jettenbach (1903-1977), second fils de Hans Veit zu Toerring-Jettenbach et de Sophie en Bavière, dont cinq enfants ;
- Anton Waldbott von Bassenheim (né à Hármashutta le 24 août 1922), agronome, épouse en 1960 Thea Schönpflug (née en 1938), dont quatre enfants ;
- Paul Waldbott von Bassenheim (né à Mosonmagyaróvár le 9 février 1924 et mort à Roten Hof le 20 février 2008), épouse en 1958 Marie-Therese comtesse von Wickenburg (née en 1929), sans postérité ;
- Isabella Waldbott von Bassenheim (née à Sátoraljaújhely le 20 avril 1926 et morte à Overijse le 9 mai 2009), épouse en 1952 Pongrac comte Somssich de Sáard (1920-2013), dont trois fils ;
- Stefanie Waldbott von Bassenheim (née à Sátoraljaújhely le 19 novembre 1929 et morte le 13 janvier 2012), épouse en 1955 Johannes comte Königsegg-Aulendorf (1925-2020), dont trois enfants ;
- Joseph Waldbott von Bassenheim (né à Sátoraljaújhely le 26 janvier 1933), ingénieur en constructions, architecte, célibataire.

### Mort
Veuve depuis 1959, Marie Alice d'Autriche-Teschen meurt le 1er janvier 1962, à l'âge de 68 ans au château de Halbturn,.

## Honneur
Marie Alice d'Autriche-Teschen est :
- Dame noble de l'ordre de la Croix étoilée, Autriche-Hongrie ;
- Dame d'honneur de l'ordre de Thérèse (Royaume de Bavière).